# ロスト プラネット エクストリーム コンディション
『LOST PLANET EXTREME CONDITION』（ロストプラネット エクストリームコンディション）は、カプコンが2006年12月21日に発売したXbox 360用サードパーソン・シューティングゲーム。
2007年7月12日にWindows版、2008年2月21日にPLAYSTATION 3版が発売されたほか、携帯アプリ版もリリースされた。また、2008年5月29日に本作のオンライン拡張版『ロストプラネット コロニーズ』（Lost Planet: Colonies）が発売された。

## 概要
自社製マルチプラットフォーム対応エンジン「MT Framework」の2作目として発表された。当初はPlayStation 2用に開発していたがXbox 360用に変更された。
サードパーソン・シューティングゲーム（TPS）の形式に、ジャンプや離れたところにアンカー付きワイヤーを打ち込んで飛び付くワイヤー操作などアクションゲームの要素を組み込んでいる。また、登場するロボット兵器「バイタルスーツ」はモデリングに際してフィギア製作を行ったうえでウエザリング（汚し塗装）を施し、ここからテクスチャーを起こしてゲーム内のテクスチャマッピングを施すことで質感を演出するという技法をとった。Xbox Liveにも対応しており、これを通じて複数人の通信対戦もすることができる。2007年度日本ゲーム大賞優秀賞受賞作品。
2006年11月24日にオンライン無料体験版が世界同時配信され、50万回以上のダウンロード回数を記録した。日本での発売からわずか1ヶ月程で100万本を出荷し、同社のミリオンヒットタイトルに名を連ねた。2017年現在の全世界累計販売本数は、全機種合計で600万本にも及ぶ（うちXbox 360版は160万本）。
日本においては、ソフトの発売と同じくしてXbox 360本体にロストプラネットをバンドルしたセットが発売された。これには特典として、Xbox 360 ヘッドセット（ロストプラネットモデル）、Xbox Live 3ヶ月 ゴールド メンバーシップ、追加ステージダウンロードカード（オンライン対戦用マップ「激戦区」）が同梱されている。税込み44800円、限定5000セット。2007年11月1日、Xbox 360 プラチナコレクションとして廉価版が発売された。
2007年3月9日にマイクロソフトの主催により、Xbox Liveを通じたロストプラネット オフィシャルトーナメントが開催された。後述の「サバイバル」ルールを用いた個人トーナメント戦で、120名の参加枠に対して3000通以上の応募があった。
Xbox Liveマーケットプレイスを通じて有料の追加マップが提供されている。2007年3月10日には「アイランド902」、「レーダーフィールド」、同年4月7日には「ビッグネスツ」、「トライアルポイント」が配信された。現在（8月24日）、上記に書かれているそれらの追加マップは無料になっている。
Xbox 360とPC向けに拡張版の『ロストプラネット コロニーズ』（Lost Planet: Colonies）が2008年5月29日に発売。キャンペーンモード・オンライン対戦用マップ・対戦ルール・オンライン専用武器・キャラクター等が新規追加される。オンラインモードでは、Xbox 360版とPC版のクロスプラットフォームで最大16人での対戦が可能。エクストリームコンディションとのオンラインプレイはできない。
2008年5月17日、『ロストプラネット コロニーズ』のユーザー体験会「トライアルミーティング」を開催。プロデューサーの竹内潤は、参加者からの問いにたいして次回作『2』（仮題）発売に向けて動く意思があることを参加者に示した。
2008年7月16日、『ロスト プラネット』の映画化が発表されたが、2021年現在、映画化はされていない。

## ストーリー
実験年代T.C.-80、人類は極寒の星『EDN-3rd』への入植実験を開始するも、原住生物エイクリッド（AK）の襲撃を受けて撤退を余儀なくされてしまう。しかしAKの体内から発見された未知のエネルギー『T-ENG（サーマルエナジー）』を諦めきれない人類は、対AK用兵器バイタルスーツ（VS）を開発し入植を再開する。一方、撤退時に極寒の地に取り残された人類は『雪賊（ゆきぞく）』として勢力を築いていた…。
本作の主人公、ウェインは父のゲイル率いる部隊と共にとある施設を捜索中、巨大AK『ミドリメ』と遭遇してしまう。『ミドリメ』によって部隊は壊滅。父も殺され、ウェインはVSのコックピット内で意識を失った───。
暫くして、ウェインはユーリと名乗る雪賊の男によって氷漬けのVSから救出される。しかしウェインは自分の名前と『ミドリメ』に関する事以外の記憶を失っていた。そんな彼に『ミドリメ』討伐の協力を申し出るユーリ。父の敵を討つべくウェインはそれを受託。腕に装着された謎の生命維持装置『ハーモナイザー』の力を借りて、彼は再び極寒の戦場へ立つ。

## キャラクター

### 登場人物
ウェイン・ホールデン
年齢不詳（一部攻略本によればミッション0の地点で18〜19歳）、O型、身長178cm、体重68kg。
本作の主人公。氷漬けのVSから発見された青年。モデルは、韓国俳優のイ・ビョンホン。右腕に父親の手によってハーモナイザーと呼ばれるT-ENGを消費して治癒力を爆発的に増大させる生命維持装置が埋め込まれている。大半の記憶を失っているが、自身の名前、父親(ゲイル)がミドリメに殺されたことは強く覚えている。父親の敵を討つためユーリらに協力するが、自身に隠された秘密ゆえに、EDN-3rdを揺るがす事件に巻き込まれてゆく。
なお、ウェインが氷漬けになってから発見されるまでに30年ほどの時間が経っている（エンターブレイン発行の攻略本より）。
当初は金髪碧眼の白人という設定であったが、韓国の俳優イ・ビョンホン（이병헌）の起用により覆された。劇中の台詞は別の声優によるもので、モーションキャプチャーは小川輝晃によるものである。
肖像権の問題などから名前は出ていないが『タツノコ VS. CAPCOM』にPTX-40A/Ivanのパイロットとして登場している。
ユーリ・ゾーロトフ
28歳、B型、身長182cm、体重73kg。
ウェインを救助した雪賊の青年。博士号を持ち、EDN-3rdを温暖化させ人類の繁栄に適した惑星にするための研究を進めており、その関係でAKの繁殖地を巡り駆逐にも協力している。物語の中盤にて独自の思惑からNEVECに合流する。父親のイワンもNEVECに所属しており、バジルとの軋轢の一因となった。
ルカ
24歳、O型、身長170cm、体重不明、B:84/W:57/H:87。
雪賊の女性。EDN-3rdからエイクリッドの脅威を排除することを目的とした集団のリーダーを務めている。物語の序盤では秘密の多いウェインに対して不信感を持っていた。弟のリックとともにウェインらを側面からサポートする。PS3版では隠しキャラクターとして使用可能。
リック
20歳、AB型、身長169.5cm、体重59kg。
ルカの弟。ヘッドマウントディスプレイと思しきゴーグルを常時着用している。装備品の整備や情報処理能力に長けており、ウェインらを側面からサポートする。
ゲイル・ホールデン
年齢不詳、O型、身長199cm、体重89kg。
ウェインの父親。かつてはNEVECの要職にあり、フロンティア計画やVSの開発に携わっていた。あるきっかけにより組織を離れて独自の活動をするようになるが、作中でその詳細は語られていない。ただ方々で活動の跡が残されており、物語の進行にともなって彼がNEVECから離反した理由が明かされていくこととなる。
バジル
年齢不詳、B型、身長175cm、体重61kg、B:89/W:60/H:90。
試作品のハーモナイザーを装備した雪賊の女性。高度にカスタマイズされたVSを操る凄腕のパイロット。夫の仇を討つために「NEVECのゾーロトフ」を探していた。
ジョー
41歳、B型、身長175cm、体重80kg。
ウェインらの捕虜となったNEVECの構成員。実はNEVECの二重スパイであったが、フロンティア計画の実態を知りNEVECから離反する。
バンデーロ
年齢不詳、A型、身長202cm、体重124kg
NEVECの幹部である醜悪な大男。試作品のハーモナイザーを装備しており、自らを「改造人間」と自嘲する。情けを持たない冷酷な性格。フロンティア計画と呼ばれるプロジェクトの為に何度もウェインの前に立ちはだかる。
デニス・アイゼンバーグ
年齢不詳、AB型、身長174cm、体重64kg。
EDN-3rdにおけるNEVECの活動を総括する人物。フロンティア計画を推進しており、計画に反対する者、秘密を探る者を容赦なく抹殺してきた。

### バイタルスーツ（VS）
VSは対AK用に開発されたロボット兵器。その多くは2脚歩行型であり、用途にあわせて武器の着脱が可能な兵器アタッチメントが装備されている。T-ENGを動力に用いており、有人機ではパイロットが標準的な個人装備として着込んでいる（暖房用）スーツのタンクから供給される。なお、これが切れると強制的にコックピットからパイロットが排出される。民生用から兵器としてのものまで様々なものがEDN-3rdに持ち込まれたが、あるものは極寒の環境でパイロットを失い遺棄されたり、あるいはAKに破壊され氷漬けのまま朽ちることも無く雪原に残骸をさらしている。現存するVSの一部は雪賊によって回収・修復され、雪賊同士の小競り合いや対AK戦闘で利用されているほか、フロンティア計画推進のためにNEVECが搬入したものも相当数が稼動している。
GTT-01 / Nida（ニータ）
全高：4.4m、全幅：3.2m
最初期に開発されたVS。入植作業を主用途とするが、両肩のアタッチメントに武器を装備することで兵器運用も可能である。ただし、コックピットはほぼむき出しの状態となっている為、対人狙撃が直撃するなどパイロットの安全には不安が残る。機動力が低いほか装甲も弱く、作中では既に旧式となっており、活躍の場は少ないが、それでも武装を備えれば小型-中型AKや対人戦闘では圧倒的な攻撃力を発揮し、物語序盤では重要な戦力となる。入植初期に使われたこともあって、開拓が始まって後のAKによる攻撃で遺棄された市街地などにはこの残骸が方々に落ちている。
GTF-11 / Drio（ドライオ）
全高：4.4m、全幅：3.2m
GTT-01の後継機。宇宙戦闘機向けに開発された姿勢制御技術を取り入れる事で、ローラーダッシュやホバリングといった機能を実現している。入植事業全般において広く運用されているタイプで、方々に遺棄されている。パイロットを保護するための正面装甲を持つが、後発機体に比べると打撃耐久力の不足がみられ、武器によってはこの装甲が脱落することもある。
- GTF-11CC / DrioCC（ドライオCC）

雪賊の一派『紅賊』に鹵獲されたGTF-11。正規のメンテナンスを受けないまま運用されているために安定性に欠け、アサルトライフルによる連続攻撃でダメージは無くても動作不良を起こすこともある。
- GTF-11i / Firecracker（ファイアクラッカー）

バジルの搭乗するVS。コードネームはNEVECの斥候によりつけられた。GTF-11を遥かに上回る機動性と重武装から内部機構は全くの別物ではないかと推測されている。脚部の3連ミサイルランチャーと左肩部のニードルレーザーが武器で、ミサイルランチャーの一斉射で相手の動きを封じてレーザーで薙ぎ払う戦法を得意とする。
- GAN-34 / Granseed（グランシード）

NEVECが開発したGTF-11の発展型VS。基本設計はそのまま引継ぎ、装甲や動力機構などが強化されている。また自己学習型コンピューターを搭載することによって操縦者の練度による差異を吸収している。基本機構はGTF-11を踏襲したものとなっているが、水平飛行能力は更に向上している。ただ前面装甲が攻撃の種類によっては脱落する欠陥も残り、プラズマガンでの狙撃では数発でパイロットが丸見えになってしまう非密閉構造のコックピットである。
GTF-13M / Evax（イーヴァ）
全高：3.0m、全幅：1.8m
スノーバイク形態への変形機構を有するVS。高速移動、長距離運用を可能としており、主に偵察や高速離脱が必要なミッションに用いられる。小型で火器を1門しか搭載できない為、戦闘能力は見劣りする。また滑走時の移動速度に特化した結果、歩行時の移動速度は低く、ジャンプ力も弱い。コックピットはオートバイのようにまたがって乗るタイプであり、操縦者はむき出しである。
- GTF-13F / Vensa（ヴェンサ）

GTF-13Mの派生型。変形機構が廃止されている。
GTB-22 / Faze（フェイズ）
全高：4.6m、全幅：2.7m
軍事利用を目的に開発されたVSで密閉式コックピットを備える。ホバリング機能を持たない代わりに歩行速度や跳躍能力が大幅に強化されている。ゲーム中では二段ジャンプと、ブーストを併用したロングジャンプが可能となっている。固定武装として煙幕弾を装備。
- GTB-22CC / FazeCC（フェイズCC）

雪賊の一派『紅賊』に鹵獲されたGTB-22。オリジナルの跳躍機構がさらに強化されており、高所からの強襲攻撃を得意とする。GTF-11CCを従えて、ミッション2のボスキャラとして登場する。
- GAN-37 / X-Seed（エクスシード）

NEVECによるGTB-22の発展型VS。装甲と出力が強化され、デザインも鋭角的になっている。
GAB-25M / Cakti（カクタス）
全高：4.3m、全幅：6.3m
対AK、対VS用に開発された次世代VS。高性能オートバランサー搭載の4脚歩行型で戦車形態への変形が可能。戦車形態時は固定武装であるドリルを使って岩盤を砕いたり、敵へ突進攻撃したりする事ができる。武装変更や弾薬補給はできないが、戦車形態ではドリルを格闘戦に転用できるほか、歩行形態ではT-ENGをエネルギーとする連射プラズマ砲で対空戦闘にも対応する。
- GAB-25DM / D-Cakti（D-カクタス）

機構の大型化に伴うテストデータ収集のためにGAB-25Mを巨大化させたVS。数機のGAB-25Mによる編成部隊の隊長機として、配下の機体を強制コントロールする事が可能。5名の搭乗者を要し、それぞれ操縦や武器管制などの役割分担がされている。
PTX-40A / Ivan（イワン）
全高：4.9m、全幅：4.0m
ゲイルが中心となって開発した試作型のVS。パイロットの思考をトレースしてダイレクトに動力へリンクさせるという独自の動力機構の採用により従来型のVSとは別格の運動性能を誇る。VS用火器のアタッチメントに加えて、人間の腕を模したマニピュレータを装備している。更に左腕部には対AK・対VS用近接武器「VSキャリバー」が搭載されている。コックピットは密閉球殻構造で、高い防御能力も備える。
AC/Wii『タツノコ VS. CAPCOM CROSS GENERATION OF HEROES』にカプコン代表として参加する。その巨体ゆえゴールドライタン同様タッグを組むことが出来ない。パイロットは特に設定されていないが、開発者を「親父」と呼んでいることから、ウェインと思われる。
- PTX-140 / Hardballer（ハードボーラー）

PTX-40Aの量産モデル。試作機の機構部分を単純化して再設計しているが、それでも歩行能力やジャンプ力、飛行能力などの面で他VSより頭ひとつ抜きん出た機動力を持ち、また腕部のVSキャリバーも他VSにはない固定標準武装となっている。なおオープンハッチ状態ではパイロットが近づくと、周囲を明るくする照明が点灯する。NEVEC施設内でも相当数が配備され方々で乗り込むことができるものの、NEVEC兵士が乗り込んで運用していることはない。
- PTX-40A-2 / Ivan-2（イワン重装改）

鹵獲したPTX-40Aをバンデーロ用に重武装化させたVS。ただし、バンデーロの指向からか大型ロケットランチャーや機関砲など過剰な武装が盛り付けられ機動力を損なっており、PTX-40Aが持つポテンシャルを完全に発揮していない。撃破すると、この過剰装備部分が破損・脱落する。
- L-P-9999 / Yuri（ユーリ）

ウェインのハーモナイザーにユーリ作成のカートリッジを装着したことでシステムロックが解除され、一部外装をパージし収納された飛行機構が展開するなど、真の姿へ変形したPTX-40A。完全な空中飛行能力を持ち、上空からの一撃離脱を想定した高速戦闘型。固定武装としてレーザーバルカンと、両腕に巨大なエネルギーソード「EMFキャリバー」が装備されている。攻撃力・防御力ともに桁の違う性能を示し、他の一般VSを一刀の元に葬る。
こちらも『タツノコ VS. CAPCOM CROSS GENERATION OF HEROES』にてPTX-40AのLv3ハイパーコンボ「L-P」でその姿を見せている。
DBS-000XM / Billionsword（ビリオンソード）
全高：25.2m、全幅：15.4m
デニス・アイゼンバーグが駆る、L-P-9999のデータを元に開発された決戦用大型VS。D-Caktiのような変形機構を持ち、数々の強力な武器を装備している。また軌道エレベータの一部をリモート操作で外部武装として利用できる。

### エイクリッド（AK）
惑星EDN-3rdの原住生物。人間程度の大きさから数十メートルに及ぶものまで様々な種が存在する。体内に蓄積されたT-ENGは入植者にとって貴重なエネルギーである。AKは一般に人類を外敵とみなし、強い排除行動を取る。対戦モードでのみ人間プレーヤーが一部のAKを操作することが出来る「エイクリッドハンティング」モードがある。

#### 小型・中型AK
セパイア
クモ型の小型AK。群棲する習性を持ち、ジェネッサと呼ばれる巣から次々と湧き出てくる。壁面などをよじ登ったり天井からぶら下がったりと多彩な行動を見せ、攻撃は主に跳躍して人間に頭部の三弁に開く部分を展開して「噛み付く」ことで行われる。ただし動きは遅く、時々立ち止まる。人類がEDN-3rdに入植後に最初に接触したAKで、その亜種も数多く確認されている。
シドセパイア
セパイアの変異体。溶岩地帯に生息している。セパイアと違い強酸性の粘液を吐き出して攻撃してくる。
ボルセパイア
シドセパイアの変異体。攻撃を受けると爆発する性質を持っている。
トライリッド
飛行能力を持つ小型AK。セパイアと同じく群生し、ジェネッサを巣としている。ただし耐久力は極端に弱く、VSの動作に巻き込まれただけで砕け散る。その一方で高速で回転しながら集団ですばやく飛び込んでくるため、足場の悪いところでは転落させられる危険性も伴う。
クラッティス
非常に長い前肢を持った中型AK。好戦的で、AK以外のT-ENGを感知すると延々と追いかけてくる。前肢を器用に使って攻撃してくるが、その付け根に弱点があり、ここを撃ち砕かれるとほぼ行動不能になる。また標的を見ると際限なく追ってくるが、足場の悪いところでは自ら転落するなど、知能はあまり感じられない。エイクリッドハンティングでは、長い前足を振り回しての近距離戦闘から火炎弾を発射しての遠距離攻撃を得意とし、また周囲へすばやく移動するステップ移動（操作は人間キャラクターの前転に相当）で間合いを詰めることができる。
ゴアクラッティス
クラッティスの変異体。さらに大型で非常に獰猛。口から火炎弾を吐いて遠隔の敵を攻撃するほか、急速に間合いを詰めてきて前肢や牙で連続攻撃してくる。またクラッティスでは剥き出しになっていた弱点を硬い殻で覆っている。エイクリッドハンティングでは、クラッティスの操作に準じるが、より大振りな攻撃でVS戦闘に威力を発揮するものの、一部ステージで登場する特大サイズの個体では、逆に大振り過ぎて足元の人間プレーヤーが良く見えないといった面もある。
ドンゴ
硬い外殻と鋏状の前肢を持つ中型AK。尻尾以外への攻撃はあまり効かない。体を丸めて回転することで地形を選ばない高速移動が可能である。また、攻撃目標をみとめるとその状態のまま体当たりをしかけてくる。ただし回転中に爆発などに巻き込まれるとそのまま横倒しとなることもあり、また回転中は標的以外に対する注意がないのか、地形物に突っ込んで行動が止まることも。エイクリッドハンティングでは、回転と前足による攻撃を行い、肉弾戦に特化していて弱点が正面から狙えないため、単独の標的にとって脅威となる。ただし攻撃がそのまま移動をかねているため、「フィールドから落ちる」恐れのあるステージでは勢いあまって自爆する危険性がある。両前足を使っての挟み込み攻撃は地味な動作の見た目とリーチの身近さの割りに、強烈なダメージを与える。
ジェロン
空中を漂うクラゲ型の中型AK。急所以外を実弾武器で攻撃すると爆発し、幼生のジェライドを撒き散らす。
パラジェロン
ジェロンの変異体。体内に電気を帯びている。急所以外を攻撃すると電気を分散し、幼生のパラジェライドを撒き散らす。
レイビー
ハチに似た中型AK。空中を素早く飛び回り、口から火炎弾を吐いたり腹部の針で攻撃したりする。
スキャルト
植物型のAK。突如地中から出現し、爆発する胞子を大量に撒き散らす。また頭部を振り回して周囲をなぎ払おうとする。対象が離れると周囲に爆発する胞子を降り注がせる。
ニーガル
サソリのような姿を持つ中型AK。水平方向への驚異的な跳躍能力を持つ。武器である尾の部分は見た目をはるかに越えるリーチを持つ。死んだ振りをすることもあり、また闇雲に振り回してあたり一面にダメージを与えることもある。エイクリッドハンティングでは、尾を使った中近距離攻撃が得意で、薙ぎ払う攻撃では前方ないし後方の面的な攻撃範囲を持ち、前方への長い尾を延ばしての攻撃では、効果範囲は狭いながらも狙いを定めることで多大なダメージを与える。反面、歩いての移動は苦手とするところで、また弱点が常に頭上にせり出している。大きな跳躍によって地上の標的に対して飛び掛る攻撃も行なえる。

#### 大型AK（カテゴリーG）
ウンディープ
巨大なワーム型のAK。顎鬚のような感覚器官でVSの動きを察知しているらしいが、その生体のほとんどは謎である。巨大な口からブレスを吐き、尻尾からは火炎弾を発射する。人間程度のサイズの獲物に対しては、大きく口を開けて丸呑みにしようとする。側面には弱点があるが、耐久力がある上に巨体の割りに動きがすばやいため狙いが定められず、ことVSを発見すると雪中から突き上げるようにして一撃で破壊する習性があり、その巨体から来る地響きは地上を歩いている人間を立っていられないほどにする。
ウンディーブを撃破すると「Wormハンター」の称号を得ることが出来る。
ゴドン
ドンゴの大型種。洞窟に単体で生息していることが多い。ドンゴ以上に硬い外殻を持つため、急所である尻尾以外への攻撃はほとんど通じない。丸まって回転体当たりをするほか、顎部を大きく伸ばして攻撃する。こちらも回転中に爆発に巻き込まれると横倒しになる。猛烈な回転力で壁面をも駆け上るが、背中の角を破壊されるとうまく回転できなくなる。エイクリッドハンティングではカテゴリーG中で唯一登場する。攻撃はドンゴに準じるが、顎を伸ばしての近距離攻撃も行なえる。壁をも駆け上る芸当は出来なくなったが、硬い外殻は正面攻撃に対して絶大な防御力を発揮する。
ウィンディガ
巨大な蛾の姿をしたAK。空中を飛び回り、上空から卵状の爆弾を無数に落としてくる。またその巨大さゆえに、頭上を通過する時は激しい突風が巻き起こる。この突風には絶壁をも縦横無尽に歩き回ることのできるセパイアですらひとたまりも無く飛ばされるほど。ただしその巨体ゆえに地表の対象に積極的に攻撃してくることは無く、もっぱら突風と爆発物の投下以外は頭上を覆わんばかりの巨体に圧倒されるだけである。
ウィンディガを撃破すると「Mothハンター」の称号を得ることが出来る。
レイビオン
レイビーを更に大きくしたようなAK。普段は地中の巣に住み、外敵を感知すると飛び出してくる。レイビーと同じく火炎弾や尻尾による体当たりの他、護衛のレイビーを放って攻撃させ、上空から炸裂弾を放って攻撃してくる。普段は空を飛び回って攻撃してくるが、羽を失うと墜落して再生するまで動けなくなる。
クイーン
クラッティスの大型種。巣から動かず、腹部を接地して常時T-ENGを摂取している。クラッティスと同様に前肢を使った攻撃と、口から吐く超低温のブレス攻撃が得意。前肢の付け根に弱点はあるが、体力があるときは何度でも再生する。
ミドリメ
特殊な変異個体と思われる芋虫型の巨大エイクリッド。緑色に輝く4つの目を両側に持つことから、ミドリメと呼称される。遭遇記録は皆無に等しいが雪賊、NEVECの双方に名前が知れ渡っている。かつてドーム施設を探索中のゲイルの部隊を襲撃して、これを全滅させた。その後もドームを巣として住み着いている。熱反応に極めて敏感であり、遮蔽物越しでも熱を感知して襲い掛かってくる。口から吐く超低温のブレスと背中から発射される大量の氷塊が武器で、この氷塊は一撃でVSのシステムを混乱させるほどの打撃力があり、初弾で直撃を食らうと連続して直撃される。また、巨体を使った突進攻撃もしてくる。側面の「目」を失うと頭部に新たに4つの目を開いて、更に激しく攻撃してくる。住処となっているドーム施設内部にはミドリメが発していると思われる強烈な冷気に満ちており、VS（PTX-40A・イワン）から降りるだけで即凍結し、ゲームオーバーとなる。海外では“Green Eye”という名前になっている。
専用BGMは「蒼き眼光の巨神」。
テンケイル
セパイアの変異個体。火山地帯の地中に生息し、外敵や獲物を感知して襲い掛かってくる。巨大な前肢を使った攻撃の他に、蜘蛛のような糸を網状に展開させて動きを封じ、寄生した小型のセパイアを放って攻撃したり、腹部から粘液弾を発射したりする。
サイザロッド
頭部と蝕腕のみが地表に出ているAK。隠れている部分も含めればAKの中でも最大とされている。蝕腕を振り回して攻撃するほか、体内に寄生している各種のAKを飛ばしたり、口から巨大な火炎弾を吐き出してくる。

## ゲームシステム

### アクション
- ジャンプ（Aボタン）
- ロープアンカー（Xボタン）

主人公はフックのついたワイヤーの射出装置を装備している。これによって、高所に移動したり、ぶらさがって攻撃したりと多彩なワイヤーアクションを行うことができる。アンカーには多少の攻撃力がある。
- ショット（右トリガー）

装備武器で攻撃。武器は二つまで持ち運ぶことが出来る（Yボタンで切替）。なお対人攻撃では頭に弾を当てて仕留める「ヘッドショット」をすると、その相手が持っている武器を得ることができる。
- 緊急回避（左スティックを押しながらAボタン。アクション中は無敵。その後に硬直が発生する）
- VS乗り込み（VSに近づいてBボタン）

VSに搭乗、操作することができる。
VSの武器を外して携行するにはVSの武器に近い側に立ち、Bボタンを押す。VSにVS用武器を取り付ける時も同様。
- 近距離攻撃（Bボタン）

Bボタンアクション説明が画面に表示されていない状態でBボタンを押すと近距離攻撃（殴り）を行える。
- グレネード、タイマーボム、etc...（左トリガー）。

文字通り、グレネードを投げたりタイマーボム等を設置する。グレネードは雪の中で爆発すると威力が若干落ちるという性質を持つ。また、投げたグレネードを銃で撃って空中で爆発させると威力が大きくなる。

### オンラインバトル
- チームサバイバル

いずれかのチームの戦力ゲージが0、またはタイムアップになるまで戦闘を行い、残り戦力ゲージを競うチーム戦。
- サバイバル

戦力ゲージが0、またはタイムアップになるまで戦闘を行い、残り戦力ゲージを競う個人戦。
- データポスト争奪戦

全てのデータポストを獲得、またはタイムアップになった時のデータポストが多いチームの勝利。
- フォックスハンティング戦

一名の逃亡役（フォックス）と、それ以外の追跡者（ハンター）に分かれて行うゲームプレイ。フォックスが制限時間を逃げ切るか、戦力ゲージを満タンにするとフォックスの勝利。フォックスの戦力ゲージを0にするとハンターの勝利となる。

## 武器

### 片手武器（黄色枠で表示・歩兵用）
- マシンガン（300発・最大所持999発・50発おきにリロード）

初期装備。オーソドックスな武器となっている。連射性がよいが直進性は低く、遠距離への精密射撃には向かない。近距離から中距離程度の攻撃に対応し、威力もそこそこある。VSに対してはほとんどダメージを与えられないが、関節部分などに当て続けるとよろめくことがある。
- ショットガン（30発・最大所持100発・8発おきにリロード）

近距離ではかなりの威力を誇り、至近距離での弱点への攻撃はドンゴをほぼ一撃で葬るほど。十分に接近した状態で撃つとダウンを取れるので、起き上がりに合わせて撃てば確実に仕留める事が可能。逆に少しでも距離をとられると威力は激減。トライリッドの群れくらいならまとめて叩き落せるものの、それ以外では有効打にはなりえない。
- ライフル(5〜25発・最大所持100発・6発おきにリロード)

高威力の狙撃用武器。弾速はこのゲーム中最速で、発射した瞬間に着弾する。射程も無限なので見えている限り命中する。リロードにかかる時間は長め。対人でのヘッドショットなら一撃で倒せる。VSに対してはパイロットが見えている状態であれば直接パイロットにダメージを与えてVSから放出させることも可能。
- ロケットランチャー（3〜10発・最大所持20発・1発おきにリロード）

リロードにかかる時間はかなり長く、弾速も遅いが、着弾した瞬間に爆発する。ジャンプしながら撃つと硬直が起こらない。
- エネルギーガン（最大所持はT-ENGに依存）

チャージショットが可能。弾の色はグリーン。追尾機能があり、近距離で連射されると着弾直後の硬直とあいまって回避は困難。
弾速はかなり遅いので、弾が見えていれば着弾寸前に緊急回避あるいは障害物の陰に隠れればダメージを受けない。
最大限にチャージした弾をVSに命中させると強制的にパイロットを引き摺り下ろす事が可能。
- プラズマガン（最大所持はT-ENGに依存）

ライフルをエネルギー兵器化したもの。弾の色は紫。実弾のライフルと比べて、やや弾速は遅い。
だが、対VSではコックピットを直撃させ続けることで多大なダメージを与えられるなど、こちらに軍配が上がる。

### 両手武器（青色枠で表示・歩兵およびVS用）
基本的にVSに搭載して使用する大型火器のため、歩兵状態での使用にはいくつかの制限がある。しかし威力は大きく、うまく使えば歩兵状態でVSや巨大AKと渡り合うことも可能であり、また離れた場所に乗り捨てたVSの装備交換にも応用可能である。
- 歩兵で、これらの武器を使用している時に武器チェンジ（Yボタン）を押すと武器を地面に置いてしまい、再び使うにはBボタンで拾う必要がある。
  - リロード中は行動できない。
  - 歩兵でジャンプ中は発射不可能（アンカーでぶら下がっている時も）。
  - 歩兵では移動速度とジャンプ力が低下し、移動しながらのアンカー発射（Xボタン）が出来なくなる。
  - 攻撃動作に伴う硬直時間が通常武器と比べて増加するため、ある程度の予測が必要となる。

- ガトリングガン（Gatling Gun)（400発・最大所持999発）

VS用火器では最もスタンダードな武装である回転式の機関銃。連射力に優れる。一発の威力は高いが、歩兵では移動しながら発射は出来ない。見た目のわりに案外遠距離まで弾は当たるが、稼動時の振動が激しいので照準を調整し続けなければならない。しかしその威力は侮りがたく、VS両肩にこれを装備して一斉射撃した場合には、終盤の対ボス戦闘でも間合いを取ったままで十分な破壊力を発揮する。
- VSショットガン（Shot Gun)（25発・最大所持100発）

歩兵では発射時にかなりの硬直がある。近距離では歩兵の集団を一撃で倒し、VSにもかなりのダメージを与える。中遠距離では広範囲の弱攻撃となる。
歩兵に持たせた場合は使いづらいが、VSでは連射が利く。こと至近距離での威力が格段に大きいのは片手ショットガン同様で、一撃でボスクラスの敵に大ダメージを与えられる。
- VSロケットランチャー（Rocket Launcher)（6発/10発・最大所持20発）

VS兵器のなかでは一撃あたりで最強の威力を持ち、また比較的遠距離の敵に対しても狙いを定めて当てることができる。単発式で発射ごとに装填が必要。弾速が非常に遅いので移動中の敵には当て辛く、遠距離戦では先読みが必要。ただし爆発には相当な威力があり、接近戦で迂闊に発射すれば、発射した側も無事ではすまない。
- グレネードランチャー（Grenade Launcher)（10発・最大所持20発）

発射後、暫く飛んで行き、多数の爆弾をばら撒く。ばら撒かれた爆弾は着弾と同時に爆発。直撃の場合はそのまま爆発。
射程にはリミットがあり、限界距離（一定時間を飛ぶ）まで行くと、命中していないにもかかわらず爆発する。近距離でのVS攻撃では直撃で相手VSにダメージを与え、直後に周囲に爆発がおこるため、一撃で通常VSを破壊可能であり、使用法によってはVSロケットランチャーをも上回るダメージを与えることが出来る。
ただし至近距離で発射すると爆風で自爆する。爆弾は撃ち落とせる。
- レーザーライフル（Laser Rifle)（最大所持はT-ENGに依存）

VS用エネルギー武器で標準的な性能を持つ。弾の色はブルー。威力はそこそこ高く、弾速も速い。チャージショットでは歩兵も即死するほか、VSにも多大なダメージを与え一時的に硬直する。
- 電磁レーザー（EM Laser)（最大所持はT-ENGに依存）

レーザーライフルの強化版。弾の色は紫。威力が非常に高く、チャージしなくても歩兵は即死する。
VSに命中させた場合、一定時間麻痺させて動きを止められる。
ただし、弾速がやや遅く、T-ENG消費も激しい。
- ホーミングレーザー（Homing Laser)（最大所持はT-ENGに依存）

4つまでターゲットをロックオンして発射する。中遠距離では最強の武器だが近距離ではほとんど当たらない。
レーザーは斜め上方に発射され、弧を描きながら目標に向かって飛翔するため、十分な距離や空間が確保できない近距離では当たらず、室内戦では壁に当たってしまい全く使えない。
敵味方問わずロックオンする。もし誤ってロックオンした場合、リロードすればロックオンを解除可能。
- VSキャノン（Cannon)（最大所持15発・1発おきにリロード）

GAB-25M（左側）および一部VSに固定装備されている武器。Bボタンで取り外しは出来ない。
なお、GAB-25M / Cakti（カクタス）のみ30発所持しており、自動でリロードが行われる。非常に弾速が速く、威力も高いので使いやすいが、弾薬の補給が出来ない。
- VSミサイルランチャー（Missile Launcher)（最大所持24発・4発おきにリロード）

取り外し不可の武器。連射可能で歩兵に直撃させれば即死だが、爆風は見た目よりも威力が低く、攻撃範囲も狭い。さらに、弾速はロケットランチャーよりはるかに遅い。
爆風が派手なので、敵の視界を遮る事も出来る。弾薬の補給はできない。
- レーザーバルカン（Laser Vulcan)（最大所持はT-ENGに依存）

GAB-25M（VS形態）の右側に装備される砲であり、取り外し不可の武器。連射可能だが、威力のわりにT-ENGの消費が激しく、弾速も遅いので使いづらい。

### グレネード
どのグレネードも最大所持20発までとなっている。また投擲後に銃撃を命中させるなどして衝撃を与えると、威力が倍増する。敵の攻撃にあわせて投げ付けても、この効果が出ることがある。
- ハンドグレネード

オーソドックスな手榴弾。よくバウンドする。連続して投げると一発目の爆発に二発目が巻き込まれて威力増加のボーナスが付く。
- ガムグレネード

壁などに貼り付ける事が可能。爆発までの時間が結構長い。貼り付けて狙撃すると高威力。
- ディスクグレネード

射程が長い。人間やVS、特定のオブジェクトに突き刺す事も可能。威力や攻撃範囲もそこそこ大きい。
- プラズマグレネード

爆発すると、範囲内の敵を麻痺させ、一定時間行動不能にするプラズマフィールドを展開する。VSに対しても有効。ただしダメージはほとんど無い。
- ダミーグレネード（オンライン専用）

投げるとプレイヤーに似た形をした人形を出現させ、ゆっくりと移動する。また一定時間後に爆発する。この人形はレーダーにも映るようになっている。
対ホーミングレーザーのおとりとしても有効。人間やVSに接触すると即爆発してダメージを与える。

## 移植版

### Windows版
Windows版はMicrosoft Windows Vista及びWindows XP対応版が2007年7月にパッケージ版、Steam版両方で販売を開始している。サードパーティとしては初のDirectX10の対応ゲーム（DirectX9版も同梱されている）である。発売に先駆けて2007年5月にNVIDIAのホームページとSteamで体験版が公開された。インストール時にsteam社を経由したネット認証が必須でありネット環境がない場合ゲームはできない。また、Steamを利用して修正パッチやミニゲームの追加等のサービスを行っている。さらに、Leadtek社製の対応グラフィックボードなどで2007年7月に同梱版が発売された。また、ある条件で隠れキャラクターがキャンペーン及びオンラインで遊べる。具体的にはジョー、『デッドライジング』（『ロスト プラネット』と同時期に作られた）のフランク・ウェスト、『ロックマン』（『デッドライジング』のメガマンコスチュームと同一）が登場する。

### PLAYSTATION 3版
PLAYSTATION 3版は2008年2月7日にPLAYSTATION Storeで体験版が配信され、2月21日に発売された。Xbox 360版で配信されたすべての追加マップ、PC版で登場した隠れキャラクター、オリジナル要素としてルカが収録され発売された。

### 携帯アプリ版
携帯アプリ版は雪賊となり、AKや敵対する雪賊と戦うという内容になっている。
- 2006年12月21日、auのEZwebで配信。オンラインプレイは月額100円の課金が別途必要になる。全2ステージ[11]。
- 2008年5月1日、NTTドコモのiモードで配信となった[12]。iモード版ではサブキャラクターのグラフィックが追加された他、ステージ、イベントも新収録された。
- 2008年12月15日、「iアプリオンライン」（NTTドコモのFOMA2008年冬モデル対応）に対応させることで、iモードでオンライン対戦が可能となる[13]。

## 関連商品
- ロスト プラネット エクストリーム コンディション 公式パーフェクトガイド
- ロスト プラネット エクストリーム コンディション アートブック

続編
- ロスト プラネット 2 (2010年10月14日)
- ロスト プラネット 3 (2013年8月29日)

関連作品
- ロスト プラネット バウンドレイブン
- エクストルーパーズ